# 1285
Portal Geschichte | Portal Biografien | Aktuelle Ereignisse | Jahreskalender | Tagesartikel

◄ |
12. Jahrhundert |
13. Jahrhundert
| 14. Jahrhundert | ►

◄ |
1250er |
1260er |
1270er |
1280er
| 1290er | 1300er | 1310er | ►

◄◄ |
◄ |
1281 |
1282 |
1283 |
1284 |
1285
| 1286 | 1287 | 1288 | 1289 | ► | ►►
Staatsoberhäupter  · Nekrolog
| Januar | Januar | Januar | Januar | Januar | Januar | Januar | Januar |
| Kw     | Mo     | Di     | Mi     | Do     | Fr     | Sa     | So     |
| 1      | 1      | 2      | 3      | 4      | 5      | 6      | 7      |
| 2      | 8      | 9      | 10     | 11     | 12     | 13     | 14     |
| 3      | 15     | 16     | 17     | 18     | 19     | 20     | 21     |
| 4      | 22     | 23     | 24     | 25     | 26     | 27     | 28     |
| 5      | 29     | 30     | 31     |        |        |        |        |
| ------ | ------ | ------ | ------ | ------ | ------ | ------ | ------ |

| Februar | Februar | Februar | Februar | Februar | Februar | Februar | Februar |
| Kw      | Mo      | Di      | Mi      | Do      | Fr      | Sa      | So      |
| 5       |         |         |         | 1       | 2       | 3       | 4       |
| 6       | 5       | 6       | 7       | 8       | 9       | 10      | 11      |
| 7       | 12      | 13      | 14      | 15      | 16      | 17      | 18      |
| 8       | 19      | 20      | 21      | 22      | 23      | 24      | 25      |
| 9       | 26      | 27      | 28      |         |         |         |         |
| ------- | ------- | ------- | ------- | ------- | ------- | ------- | ------- |

| März | März | März | März | März | März | März | März |
| Kw   | Mo   | Di   | Mi   | Do   | Fr   | Sa   | So   |
| 9    |      |      |      | 1    | 2    | 3    | 4    |
| 10   | 5    | 6    | 7    | 8    | 9    | 10   | 11   |
| 11   | 12   | 13   | 14   | 15   | 16   | 17   | 18   |
| 12   | 19   | 20   | 21   | 22   | 23   | 24   | 25   |
| 13   | 26   | 27   | 28   | 29   | 30   | 31   |      |
| ---- | ---- | ---- | ---- | ---- | ---- | ---- | ---- |

| April | April | April | April | April | April | April | April |
| Kw    | Mo    | Di    | Mi    | Do    | Fr    | Sa    | So    |
| 13    |       |       |       |       |       |       | 1     |
| 14    | 2     | 3     | 4     | 5     | 6     | 7     | 8     |
| 15    | 9     | 10    | 11    | 12    | 13    | 14    | 15    |
| 16    | 16    | 17    | 18    | 19    | 20    | 21    | 22    |
| 17    | 23    | 24    | 25    | 26    | 27    | 28    | 29    |
| 18    | 30    |       |       |       |       |       |       |
| ----- | ----- | ----- | ----- | ----- | ----- | ----- | ----- |

| Mai | Mai | Mai | Mai | Mai | Mai | Mai | Mai |
| Kw  | Mo  | Di  | Mi  | Do  | Fr  | Sa  | So  |
| 18  |     | 1   | 2   | 3   | 4   | 5   | 6   |
| 19  | 7   | 8   | 9   | 10  | 11  | 12  | 13  |
| 20  | 14  | 15  | 16  | 17  | 18  | 19  | 20  |
| 21  | 21  | 22  | 23  | 24  | 25  | 26  | 27  |
| 22  | 28  | 29  | 30  | 31  |     |     |     |
| --- | --- | --- | --- | --- | --- | --- | --- |

| Juni | Juni | Juni | Juni | Juni | Juni | Juni | Juni |
| Kw   | Mo   | Di   | Mi   | Do   | Fr   | Sa   | So   |
| 22   |      |      |      |      | 1    | 2    | 3    |
| 23   | 4    | 5    | 6    | 7    | 8    | 9    | 10   |
| 24   | 11   | 12   | 13   | 14   | 15   | 16   | 17   |
| 25   | 18   | 19   | 20   | 21   | 22   | 23   | 24   |
| 26   | 25   | 26   | 27   | 28   | 29   | 30   |      |
| ---- | ---- | ---- | ---- | ---- | ---- | ---- | ---- |

| Juli | Juli | Juli | Juli | Juli | Juli | Juli | Juli |
| Kw   | Mo   | Di   | Mi   | Do   | Fr   | Sa   | So   |
| 26   |      |      |      |      |      |      | 1    |
| 27   | 2    | 3    | 4    | 5    | 6    | 7    | 8    |
| 28   | 9    | 10   | 11   | 12   | 13   | 14   | 15   |
| 29   | 16   | 17   | 18   | 19   | 20   | 21   | 22   |
| 30   | 23   | 24   | 25   | 26   | 27   | 28   | 29   |
| 31   | 30   | 31   |      |      |      |      |      |
| ---- | ---- | ---- | ---- | ---- | ---- | ---- | ---- |

| August | August | August | August | August | August | August | August |
| Kw     | Mo     | Di     | Mi     | Do     | Fr     | Sa     | So     |
| 31     |        |        | 1      | 2      | 3      | 4      | 5      |
| 32     | 6      | 7      | 8      | 9      | 10     | 11     | 12     |
| 33     | 13     | 14     | 15     | 16     | 17     | 18     | 19     |
| 34     | 20     | 21     | 22     | 23     | 24     | 25     | 26     |
| 35     | 27     | 28     | 29     | 30     | 31     |        |        |
| ------ | ------ | ------ | ------ | ------ | ------ | ------ | ------ |

| September | September | September | September | September | September | September | September |
| Kw        | Mo        | Di        | Mi        | Do        | Fr        | Sa        | So        |
| 35        |           |           |           |           |           | 1         | 2         |
| 36        | 3         | 4         | 5         | 6         | 7         | 8         | 9         |
| 37        | 10        | 11        | 12        | 13        | 14        | 15        | 16        |
| 38        | 17        | 18        | 19        | 20        | 21        | 22        | 23        |
| 39        | 24        | 25        | 26        | 27        | 28        | 29        | 30        |
| --------- | --------- | --------- | --------- | --------- | --------- | --------- | --------- |

| Oktober | Oktober | Oktober | Oktober | Oktober | Oktober | Oktober | Oktober |
| Kw      | Mo      | Di      | Mi      | Do      | Fr      | Sa      | So      |
| 40      | 1       | 2       | 3       | 4       | 5       | 6       | 7       |
| 41      | 8       | 9       | 10      | 11      | 12      | 13      | 14      |
| 42      | 15      | 16      | 17      | 18      | 19      | 20      | 21      |
| 43      | 22      | 23      | 24      | 25      | 26      | 27      | 28      |
| 44      | 29      | 30      | 31      |         |         |         |         |
| ------- | ------- | ------- | ------- | ------- | ------- | ------- | ------- |

| November | November | November | November | November | November | November | November |
| Kw       | Mo       | Di       | Mi       | Do       | Fr       | Sa       | So       |
| 44       |          |          |          | 1        | 2        | 3        | 4        |
| 45       | 5        | 6        | 7        | 8        | 9        | 10       | 11       |
| 46       | 12       | 13       | 14       | 15       | 16       | 17       | 18       |
| 47       | 19       | 20       | 21       | 22       | 23       | 24       | 25       |
| 48       | 26       | 27       | 28       | 29       | 30       |          |          |
| -------- | -------- | -------- | -------- | -------- | -------- | -------- | -------- |

| Dezember | Dezember | Dezember | Dezember | Dezember | Dezember | Dezember | Dezember |
| Kw       | Mo       | Di       | Mi       | Do       | Fr       | Sa       | So       |
| 48       |          |          |          |          |          | 1        | 2        |
| 49       | 3        | 4        | 5        | 6        | 7        | 8        | 9        |
| 50       | 10       | 11       | 12       | 13       | 14       | 15       | 16       |
| 51       | 17       | 18       | 19       | 20       | 21       | 22       | 23       |
| 52       | 24       | 25       | 26       | 27       | 28       | 29       | 30       |
| 1        | 31       |          |          |          |          |          |          |
| -------- | -------- | -------- | -------- | -------- | -------- | -------- | -------- |

| Januar | Januar | Januar | Januar | Januar | Januar | Januar | Januar |
| Kw     | Mo     | Di     | Mi     | Do     | Fr     | Sa     | So     |
| 1      | 1      | 2      | 3      | 4      | 5      | 6      | 7      |
| 2      | 8      | 9      | 10     | 11     | 12     | 13     | 14     |
| 3      | 15     | 16     | 17     | 18     | 19     | 20     | 21     |
| 4      | 22     | 23     | 24     | 25     | 26     | 27     | 28     |
| 5      | 29     | 30     | 31     |        |        |        |        |
| ------ | ------ | ------ | ------ | ------ | ------ | ------ | ------ |

| Februar | Februar | Februar | Februar | Februar | Februar | Februar | Februar |
| Kw      | Mo      | Di      | Mi      | Do      | Fr      | Sa      | So      |
| 5       |         |         |         | 1       | 2       | 3       | 4       |
| 6       | 5       | 6       | 7       | 8       | 9       | 10      | 11      |
| 7       | 12      | 13      | 14      | 15      | 16      | 17      | 18      |
| 8       | 19      | 20      | 21      | 22      | 23      | 24      | 25      |
| 9       | 26      | 27      | 28      |         |         |         |         |
| ------- | ------- | ------- | ------- | ------- | ------- | ------- | ------- |

| März | März | März | März | März | März | März | März |
| Kw   | Mo   | Di   | Mi   | Do   | Fr   | Sa   | So   |
| 9    |      |      |      | 1    | 2    | 3    | 4    |
| 10   | 5    | 6    | 7    | 8    | 9    | 10   | 11   |
| 11   | 12   | 13   | 14   | 15   | 16   | 17   | 18   |
| 12   | 19   | 20   | 21   | 22   | 23   | 24   | 25   |
| 13   | 26   | 27   | 28   | 29   | 30   | 31   |      |
| ---- | ---- | ---- | ---- | ---- | ---- | ---- | ---- |

| April | April | April | April | April | April | April | April |
| Kw    | Mo    | Di    | Mi    | Do    | Fr    | Sa    | So    |
| 13    |       |       |       |       |       |       | 1     |
| 14    | 2     | 3     | 4     | 5     | 6     | 7     | 8     |
| 15    | 9     | 10    | 11    | 12    | 13    | 14    | 15    |
| 16    | 16    | 17    | 18    | 19    | 20    | 21    | 22    |
| 17    | 23    | 24    | 25    | 26    | 27    | 28    | 29    |
| 18    | 30    |       |       |       |       |       |       |
| ----- | ----- | ----- | ----- | ----- | ----- | ----- | ----- |

| Mai | Mai | Mai | Mai | Mai | Mai | Mai | Mai |
| Kw  | Mo  | Di  | Mi  | Do  | Fr  | Sa  | So  |
| 18  |     | 1   | 2   | 3   | 4   | 5   | 6   |
| 19  | 7   | 8   | 9   | 10  | 11  | 12  | 13  |
| 20  | 14  | 15  | 16  | 17  | 18  | 19  | 20  |
| 21  | 21  | 22  | 23  | 24  | 25  | 26  | 27  |
| 22  | 28  | 29  | 30  | 31  |     |     |     |
| --- | --- | --- | --- | --- | --- | --- | --- |

| Juni | Juni | Juni | Juni | Juni | Juni | Juni | Juni |
| Kw   | Mo   | Di   | Mi   | Do   | Fr   | Sa   | So   |
| 22   |      |      |      |      | 1    | 2    | 3    |
| 23   | 4    | 5    | 6    | 7    | 8    | 9    | 10   |
| 24   | 11   | 12   | 13   | 14   | 15   | 16   | 17   |
| 25   | 18   | 19   | 20   | 21   | 22   | 23   | 24   |
| 26   | 25   | 26   | 27   | 28   | 29   | 30   |      |
| ---- | ---- | ---- | ---- | ---- | ---- | ---- | ---- |

| Juli | Juli | Juli | Juli | Juli | Juli | Juli | Juli |
| Kw   | Mo   | Di   | Mi   | Do   | Fr   | Sa   | So   |
| 26   |      |      |      |      |      |      | 1    |
| 27   | 2    | 3    | 4    | 5    | 6    | 7    | 8    |
| 28   | 9    | 10   | 11   | 12   | 13   | 14   | 15   |
| 29   | 16   | 17   | 18   | 19   | 20   | 21   | 22   |
| 30   | 23   | 24   | 25   | 26   | 27   | 28   | 29   |
| 31   | 30   | 31   |      |      |      |      |      |
| ---- | ---- | ---- | ---- | ---- | ---- | ---- | ---- |

| August | August | August | August | August | August | August | August |
| Kw     | Mo     | Di     | Mi     | Do     | Fr     | Sa     | So     |
| 31     |        |        | 1      | 2      | 3      | 4      | 5      |
| 32     | 6      | 7      | 8      | 9      | 10     | 11     | 12     |
| 33     | 13     | 14     | 15     | 16     | 17     | 18     | 19     |
| 34     | 20     | 21     | 22     | 23     | 24     | 25     | 26     |
| 35     | 27     | 28     | 29     | 30     | 31     |        |        |
| ------ | ------ | ------ | ------ | ------ | ------ | ------ | ------ |

| September | September | September | September | September | September | September | September |
| Kw        | Mo        | Di        | Mi        | Do        | Fr        | Sa        | So        |
| 35        |           |           |           |           |           | 1         | 2         |
| 36        | 3         | 4         | 5         | 6         | 7         | 8         | 9         |
| 37        | 10        | 11        | 12        | 13        | 14        | 15        | 16        |
| 38        | 17        | 18        | 19        | 20        | 21        | 22        | 23        |
| 39        | 24        | 25        | 26        | 27        | 28        | 29        | 30        |
| --------- | --------- | --------- | --------- | --------- | --------- | --------- | --------- |

| Oktober | Oktober | Oktober | Oktober | Oktober | Oktober | Oktober | Oktober |
| Kw      | Mo      | Di      | Mi      | Do      | Fr      | Sa      | So      |
| 40      | 1       | 2       | 3       | 4       | 5       | 6       | 7       |
| 41      | 8       | 9       | 10      | 11      | 12      | 13      | 14      |
| 42      | 15      | 16      | 17      | 18      | 19      | 20      | 21      |
| 43      | 22      | 23      | 24      | 25      | 26      | 27      | 28      |
| 44      | 29      | 30      | 31      |         |         |         |         |
| ------- | ------- | ------- | ------- | ------- | ------- | ------- | ------- |

| November | November | November | November | November | November | November | November |
| Kw       | Mo       | Di       | Mi       | Do       | Fr       | Sa       | So       |
| 44       |          |          |          | 1        | 2        | 3        | 4        |
| 45       | 5        | 6        | 7        | 8        | 9        | 10       | 11       |
| 46       | 12       | 13       | 14       | 15       | 16       | 17       | 18       |
| 47       | 19       | 20       | 21       | 22       | 23       | 24       | 25       |
| 48       | 26       | 27       | 28       | 29       | 30       |          |          |
| -------- | -------- | -------- | -------- | -------- | -------- | -------- | -------- |

| Dezember | Dezember | Dezember | Dezember | Dezember | Dezember | Dezember | Dezember |
| Kw       | Mo       | Di       | Mi       | Do       | Fr       | Sa       | So       |
| 48       |          |          |          |          |          | 1        | 2        |
| 49       | 3        | 4        | 5        | 6        | 7        | 8        | 9        |
| 50       | 10       | 11       | 12       | 13       | 14       | 15       | 16       |
| 51       | 17       | 18       | 19       | 20       | 21       | 22       | 23       |
| 52       | 24       | 25       | 26       | 27       | 28       | 29       | 30       |
| 1        | 31       |          |          |          |          |          |          |
| -------- | -------- | -------- | -------- | -------- | -------- | -------- | -------- |

## Ereignisse

### Politik und Weltgeschehen

#### Aragonesischer Kreuzzug

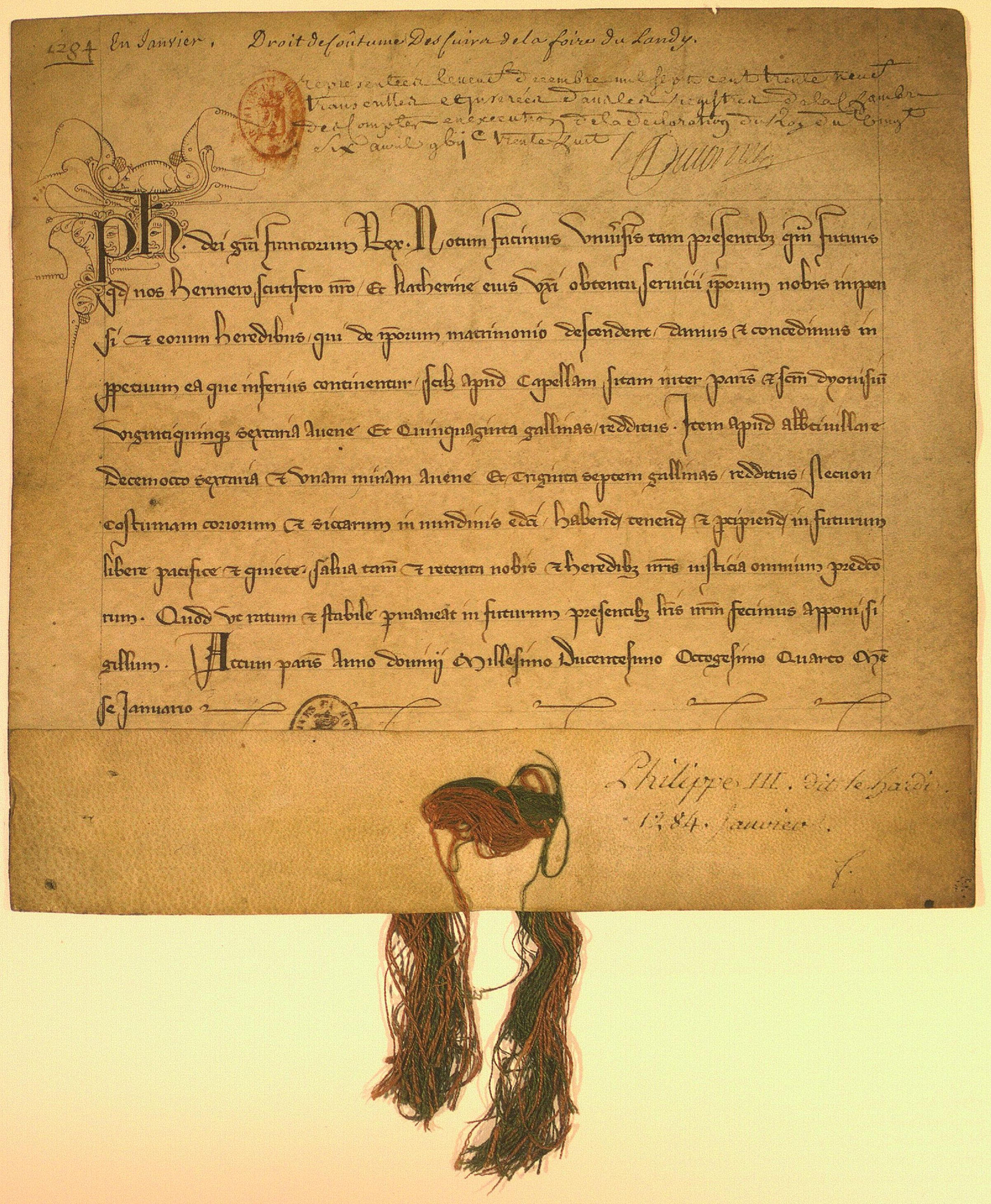
Eine Urkunde Philipps III. von Januar 1285

Der im Vorjahr begonnene Aragonesische Kreuzzug des französischen Königs Philipp III. gegen Peter III. von Aragón steht unter keinem guten Stern: Seine Unterstützer Karl von Anjou und Papst Martin IV. sterben am 7. Januar bzw. am 28. März. Martins Nachfolger Honorius IV. unterstützt ihn zwar ebenfalls, und es gelingt ihm trotz erbitterten Widerstands der Bevölkerung, die Stadt Girona zu erobern und seinen Sohn Karl I. zum König von Aragón krönen zu lassen, doch zieht er sich Spott zu, als dies mangels einer Krone mit einem Kardinalshut erfolgen muss. Gleichzeitig schlägt der von Peter III. zu Hilfe gerufene Feldherr Ruggiero di Lauria die französische Flotte vernichtend. Weitere Niederlagen zu Land folgen. Das vom Nachschub abgeschnittene französische Heer muss sich nach Perpignan zurückziehen, wo im Feldlager die Ruhr ausbricht, an der Philipp am 5. Oktober stirbt. Sein Sohn Philipp IV., der Schöne, Enkel Ludwigs IX., wird als sein Nachfolger König von Frankreich und handelt mit Peter den Abzug über die Pyrenäen aus.
Doch auch Peter III. überlebt die Kampfhandlungen nur kurz. Er stirbt am 11. November in Vilafranca del Penedès. Sein Nachfolger als König von Aragón, Graf von Barcelona und König von Valencia wird sein älterer Sohn Alfons III., während sein jüngerer Sohn Jakob I. die Krone des  Königreichs Sizilien übernimmt.

#### Weitere Ereignisse in Europa
- 7. Januar: Nach dem Tod Karls I. von Anjou wird Robert II. von Artois zum Regenten des Königreichs Neapel ernannt, da der Nachfolger Karl II. sich noch in Gefangenschaft Peters III., König von Aragón, befindet.
- Der Hochstapler Tile Kolup, der sich als der wiedergekehrte Kaiser Friedrich II. ausgegeben hat, wird von der Stadt Wetzlar an König Rudolf I. von Habsburg ausgeliefert und am 7. Juli als Ketzer verbrannt.
- 15. August: Amadeus V. der Große wird als Nachfolger seines verstorbenen Onkels Philipp I. Graf von Savoyen.
- Erik II. von Norwegen schließt in Kalmar einen vom schwedischen König Magnus I. vermittelten Vergleich mit der Hanse im Handelskonflikt um Bergen und den Öresund.

#### Urkundliche Ersterwähnungen
- Erste urkundliche Erwähnung von Gutenberg, Heiligenschwendi, Hospental und Rohrdorf

### Wirtschaft
- In Nürnberg wird zum ersten Mal ein „Mezzerer“ (cultellator) (Messerschmied) Henricus Merndorfer genannt.

### Wissenschaft und Technik
- Erstmaliger Beleg für die Verwendung des Begriffs Portolan
- Aegidius Romanus erhält endlich einen Lehrstuhl in Paris (s. 1277).
- Gottfried von Fontaine lehrt ebenfalls in Paris (s. Weblinks).

### Kultur
- um 1285: Lohengrin entsteht (mittelhochdeutsche Sagendichtung eines thüringischen Fahrenden und eines bayrischen Ritters) (Stein, Kulturfahrplan).

### Religion und Wissenschaft

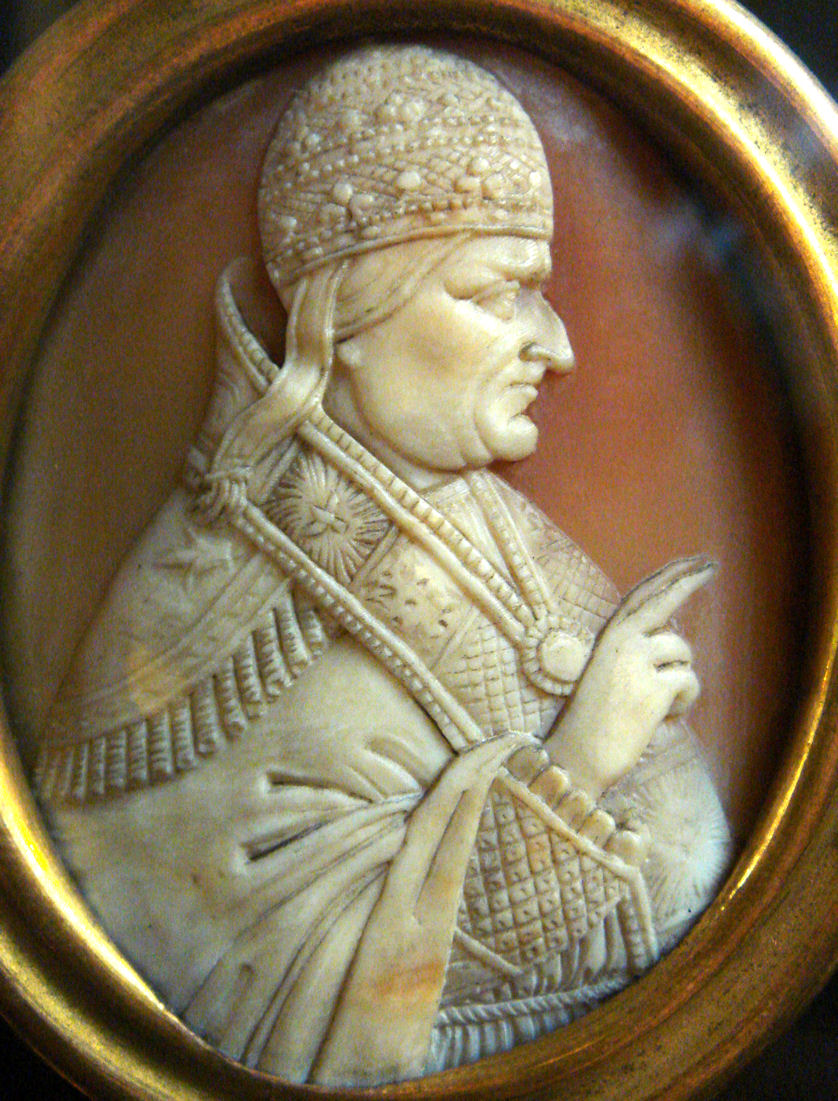
Papst Honorius IV.

- 2. April: Giacomo Savelli wird als Nachfolger das am 28. März in Perugia verstorbenen Martin IV. vom Konklave zum Papst gewählt und nimmt den Namen Honorius IV. an. Der neue Papst, der wegen einer Gichterkrankung an Händen und Füßen gelähmt ist, führt die frankreichfreundliche Politik seines Vorgängers fort.
- Munio von Zamora wird vom Generalkapitel in Bologna zum siebten Ordensmeister der Dominikaner gewählt, obwohl er, anders als seine Vorgänger, kein Universitätsstudium absolviert hat. In seinem ersten Rundschreiben fordert er von den Brüdern und Schwestern des Ordens die strengere Einhaltung der Ordensregeln, vor allem der Armut und der Stille.
- Das Kloster Gotteszell in Niederbayern wird als Zisterzienserstift gegründet.

### Natur und Umwelt
- Deutschland: Winter sehr warm und niederschlagsreich

## Geboren

### Geburtsdatum gesichert
- 9. März: Go-Nijō, 94. Tennō von Japan († 1308)
- 1. Mai: Edmund FitzAlan, 9. Earl of Arundel, englischer Magnat († 1326)
- 6. Dezember: Ferdinand IV., König von Kastilien und León († 1312)

### Genaues Geburtsdatum unbekannt
- Adelheid von Braunschweig-Grubenhagen, Herzogin von Kärnten und (Titular-)Königin von Böhmen († 1320)
- Buyantu Khan, Kaiser von China aus der mongolischen Yuan-Dynastie († 1320)
- Michael Komnenos, Kaiser und Großkomnene von Trapezunt († nach 1355)
- Matthaeus Silvaticus, italienischer medizinischer Schriftsteller und Botaniker († 1342)
- Ziya’-ud-Din Barani, indischer Historiker und Beamter († nach 1357)

### Geboren um 1285
- Jacobus Novelli, unter dem Namen Benedikt XII. Papst in Avignon († 1342)
- Johann von Jandun, französischer Philosoph und Theologe († 1328)
- Margaretha von Berg, Gräfin von Ravensberg († 1340)
- Hugo Spechtshart von Reutlingen, deutscher Pädagoge, Chronist und Musiktheoretiker († 1360)
- 1285/1292: Étienne Aubert, unter dem Namen Innozenz VI. Papst in Avignon († 1362)

## Gestorben

### Todesdatum gesichert

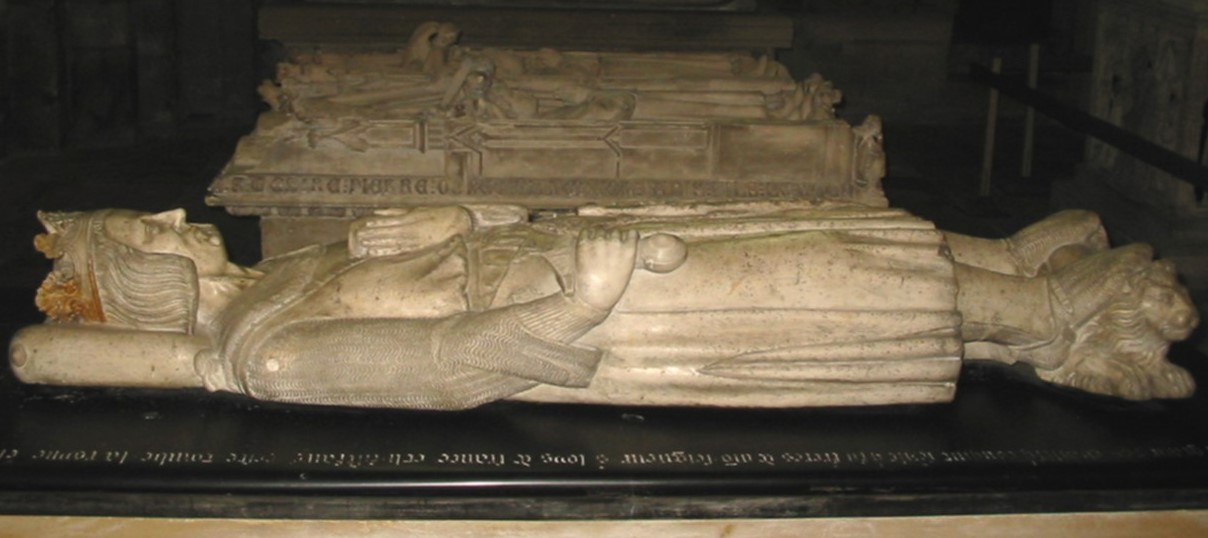
Liegefigur Karls von Anjou in der Abtei von Saint-Denis

- 7. Januar: Karl I., König von Neapel, Herzog von Anjou und Graf der Provence (* 1227)
- 8. Februar: Dietrich von Landsberg, deutscher Adliger (* 1242)
- 17. Februar: Lukas von Padua, italienischer Franziskaner (* um 1200)
- 17. März: Heinrich IV. von Barmstede, holsteinischer Adliger
- 28. März: Simon de Brion, unter dem Namen Martin IV. Papst (* um 1210)
- 16. April: Gottfried von Passau, Bischof von Passau
- 23. April: Heinrich III. von Geldern, Bischof von Lüttich (* um 1215)
- 12. Mai: Berthold von Leiningen, Bischof von Bamberg
- 20. Mai: Johann I., König von Zypern und König von Jerusalem (* um 1256)
- 17. Juni: Yekuno Amlak, Kaiser von Äthiopien
- 3. Juli: Margarete von Flandern, Herzogin von Brabant (* um 1251)
- 7. Juli: Tile Kolup, deutscher Hochstapler
- 30. Juli: Johann I., Herzog von Sachsen-Lauenburg (* 1249)
- 6. August: Ludolf von Mihla, Bischof von Naumburg
- 15. August: Philipp I., Graf von Savoyen (* um 1220)
- 22. August: Philipp Benizi, italienischer Heiliger und Ordensgründer (* 1233)
- 9. September: Kunigunde von Halitsch, Königin von Böhmen (* 1246)

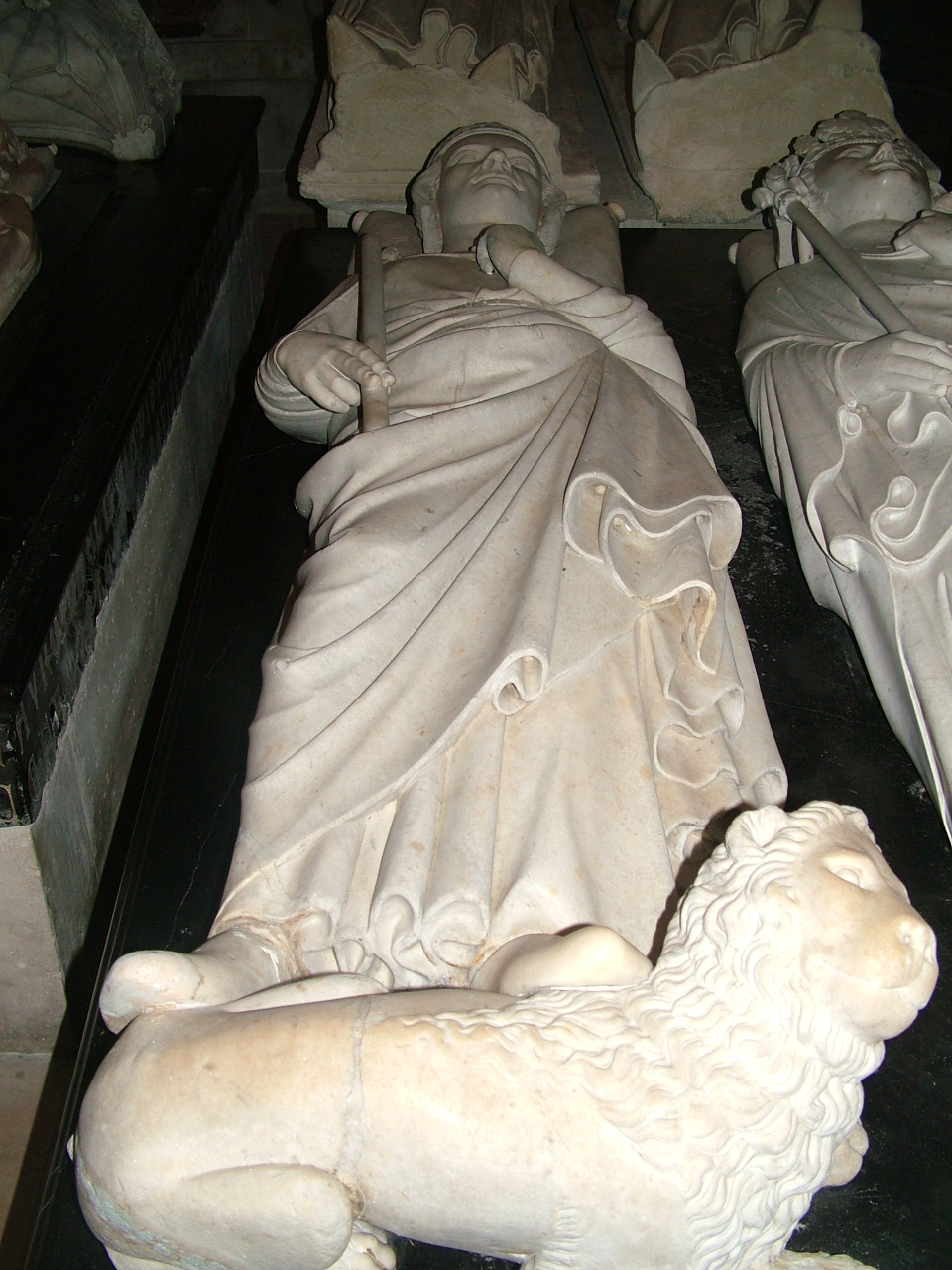
Grab Philipps III. in Saint-Denis

- 5. Oktober: Philipp III., König von Frankreich (* 1245)
- 11. November: Peter III., König von Aragonien, Graf von Barcelona und König von Sizilien (* 1240)

### Genaues Todesdatum unbekannt
- Juni: Otto III., Graf von Weimar-Orlamünde (* 1244)
- vor dem 14. November: Humbert II., Herr von Montpensier und Connétable von Frankreich
- Cerverí de Girona, katalanischer Trobador (* 1259)
- Chim Namkha Dragpa, Person des tibetischen Buddhismus (* 1210)
- Christian III., Graf von Oldenburg
- Johannes von Wales, Philosoph und Franziskaner
- Raymundus Martinus, katalanischer Dominikaner (* 1220)
- Robert de Ros, englischer Adeliger
- Roger von San Severino, Graf von San Severino und Marsico

### Gestorben um 1285
- Rutebeuf, Pariser Dichter